# Daga och Hölebo kontrakt
Daga och Hölebo kontrakt var ett kontrakt i Strängnäs stift inom Svenska kyrkan. Kontraktet upphörde 31 december 1999.
Kontraktskoden var 0405.

## Administrativ historik
Kontraktet bildades 1962
från hela då upphörda Daga kontrakt
- Björnlunda församling som vid upplösningen 2000 överfördes till Domprosteriet
- Frustuna församling som från 1959 till 1992 benämndes Frustuna-Kattnäs församling som vid upplösningen 2000 överfördes till Domprosteriet
- Kattnäs församling som 1959 uppgick i Frustuna-Kattnäs församling
- Gryts församling som vid upplösningen 2000 överfördes till Domprosteriet
- Gåsinge-Dillnäs församling bildad genom sammanläggning 1941 som vid upplösningen 2000 överfördes till Domprosteriet
- Trosa-Vagnhärads församling bildad genom sammanläggning 1926 som vid upplösningen 2000 till överfördes Södertälje kontrakt
- Trosa stadsförsamling som vid upplösningen 2000 till överfördes Södertälje kontrakt
- Vårdinge församling som 1975 överfördes till Södertälje kontrakt
- Västerljungs församling som vid upplösningen 2000 till överfördes Södertälje kontrakt

från del av då upphörda Nyköpings östra kontrakt De församlingar i denna grupp som fanns vid upplösningen av Daga och Hölebo kontrakt övergick till Nyköpings kontrakt
- Tystberga församling som 1998 uppgick i Tystberga-Bälinge församling
- Bälinge församling som 1998 uppgick i Tystberga-Bälinge församling
- Lästringe församling
- Bogsta församling som 1980 uppgick i Lästringe församling
- Sättersta församling som 1980 uppgick i Lästringe församling
- Torsåkers församling som 1980 uppgick i Lästringe församling